# Corydalis quadriflora
Corydalis quadriflora là một loài thực vật có hoa trong họ Anh túc. Loài này được Hand.-Mazz. mô tả khoa học đầu tiên năm 1931.